# 湯瑪士·佩德爾
湯瑪士·佩德爾（Thomas Pedel，？－1661年5月1日），英國裔:141荷蘭烏特勒支人，鄭氏的文書記為「拔鬼仔」（翁佳音猜測可能為與台語原音相近、字型相近的「拔兜仔」誤抄），台灣荷治時期荷蘭東印度公司駐台軍官，1656年起擔任熱蘭遮城隊長，為公司駐台最高階軍官。1661年鄭成功攻台，他於5月1日率240名士兵在北線尾截擊，和118名士兵一同戰死。:45頁註釋

## 生平

### 在台任職
佩德爾於1625年從軍出國加入荷蘭東印度公司擔任士兵，1627年成為培訓軍官任命為見習官，隨後不久派駐大員任命為下士見習官。1636年，升任少尉擔任魍港堡壘菲立辛根堡駐軍長，1636年到1640年前期，主要工作是帶兵掃蕩在當地肆虐的漢人海盜、壓制不服從荷蘭統治的原住民部落。1637年10月25日，台灣長官范得堡親自率領200個士兵和1400個原住民傭兵出征反抗的虎尾壟社（Varorolangh）。1638年10月佩德爾允許虎尾壟使用他們原有獵場的三分之一，以維持生計。1640年，魍港和大波羅（Davola）附近原住民殺害為公司工作的漢人，佩德爾與李惠勒（W Riuiere）中尉一起前去逮捕兇手。1641年升爲中尉，隨軍出征摩鹿加群島。後又回台，1642年，荷蘭擊敗北台灣的西班牙人後，他擔任雞籠指揮部轄下的淡水駐軍指揮官統治附近原住民和少數漢人居民。1644年8月佩德爾從淡水調回大員，9月24日帶領100個步槍手去攻擊位於噶瑪蘭的奇立板社（Kakitapan）。1645年升任上尉；與阿德林·多茲曼（Adriaen Dortsman）一起遠征安汶、班達和塔寧巴爾群島。1648年8月到10月，佩德爾再度到淡水及噶瑪蘭等地出任務。
1640年代末期，佩得爾開始擔任軍事之外的職務。1637年12月底，被任命為大員孤兒院的委員。1648年3月10日、1654年3月30日、1655年3月19日佩德爾都參加了荷蘭殖民政府舉辦的北區原住民頭目跟荷蘭官員的年度集會。佩德爾的職位高升後，從巴達維亞走私價值約80里耳的家庭用品到大員，被稽查關斯諾克（D Snoeck）查獲，二人結怨。
1650年10月17日，佩德爾被淡水原住民告發，指稱他1649年到淡水出任務時用原住民語說淡水主管普羅克（A Plockhoy）是一個流氓，還說佩德爾不管公事，每天到漢人區域向金包里（Kimaurij，今基隆仁愛區:106-111）收購鹿皮，同時在大員以低價購買中國製衣服，再高價出售給北部原住民，且威脅不買的原住民。
1650年，佩德爾為臺灣荷蘭教會議會的議員，和幾位牧師、商務員阿爾分（P Alphen）共同督導台灣傳教工作。當時荷蘭教會系統隸屬荷蘭東印度公司，傳教士都是公司人員，由公司行政主管指派任務、核定薪資。但是教會不歡迎行政主管過度干預傳教業務，行政派的台灣長官維堡和教會派的台灣副長官揆一不合，政教兩派鬥爭激烈。1651年9月8日教會派的揆一、佩德爾和其他教會代表希望由維堡長官帶領的大員議會改由教會命教士。1651年10月9日佩德爾、克魯夫牧師、商務員阿爾分再次面見巴城特使，請他制止維堡長官和斯諾克對傳教士工作的干預。
1654年佩德爾以駐台最高階軍官的身份，代表軍方參加台灣最高權力機構，成為大員議會五人議員之一，與台灣長官、副長官和兩名上席商務官共同治理台灣。1654年9月7日，到笨港調查中國人違規使用補獸機捉鹿的案件；1655年4月19日佩德爾奉派到淡水和雞籠巡視，5月20日和原住民北部主管的易普仁（T Iperen）同船回到大員。1655年南部村社作亂殺人，計劃派謝德及佩德爾前去鎮壓。1656年擔任熱蘭遮城隊長。

### 鄭成功攻台
鄭成功準備攻台之前，便有傳聞鄭軍即將來攻擊台灣，這讓台灣長官揆一十分擔憂，這讓他決定向巴達維亞的總部請求一支軍隊來台支援。1660年7月，荷蘭總部派出一支軍隊來支援，但這支援軍的為首將領范德蘭卻不認為台灣有遭到攻擊的危險。這支軍隊除了援助台灣以外，還有準備攻擊葡萄牙佔領的澳門的義務，因此希望早日離開台灣，揆一則希望能挽留他，最終，佩德爾提出派人到鄭成功那裡打聽虛實的建議。鄭成功則回信給荷蘭人稱他無意向台灣動武，但在隔年1661年2月范德蘭率領的援軍離開台灣後，何斌飛速趕往廈門通報，鄭成功便在兩個月後立刻對台發動軍事行動，4月30日，鄭軍由何斌領航穿過鹿耳門登陸赤崁，阻斷了熱蘭遮城軍隊主力與外界的聯繫，5月1日，鄭軍由陸地進逼荷蘭據點，當天大員議會決議由佩德爾率240名士兵在鹿耳門水道南側與大員之間的北線尾截擊，但佩德爾卻遭到四千多名鄭軍前後兩軍夾擊，他和手下118名士兵一同戰死，成為荷蘭人據台時期殉職的最高階武官。

## 家庭和親屬
從1650到1661年熱蘭遮城的婚姻登記，和1655到1661年大員的洗禮登記簿，可推測出佩德爾的家庭概況，他應育有三女兩男。長女與次女嫁於公司牧師，么女則嫁給牧師，長子任職於公司並參與過鄭軍圍攻熱蘭遮城。